# Deutsches Haus (Gdańsk)

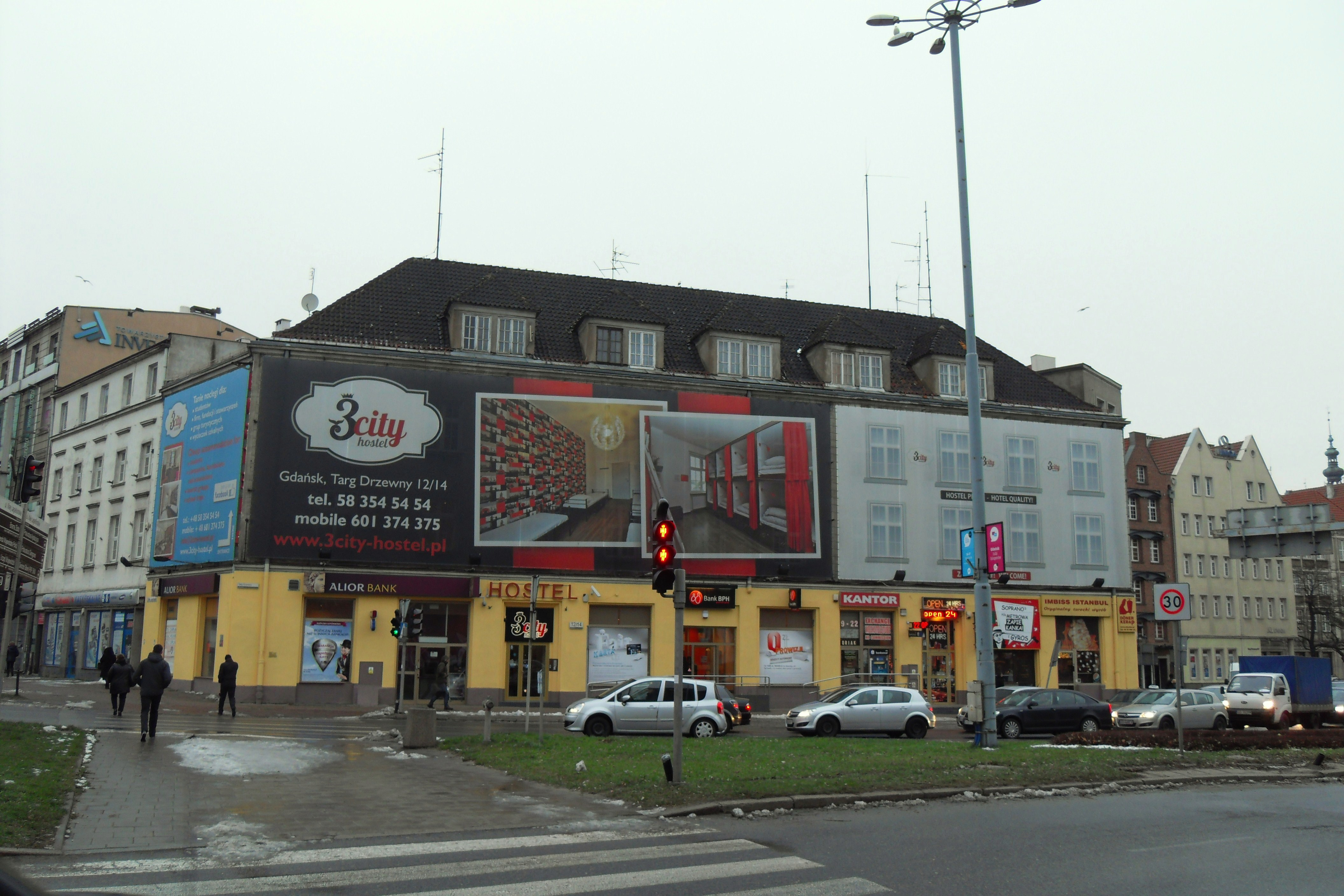
Budynek, który powstał w miejscu hotelu

Deutsches Haus (także Carlton Hotel (1914), Hotel Carlton – Deutsches Haus lub Hotel „Das Deutsche House” (1939)) – pierwszorzędny hotel w Gdańsku, który znajdował się pomiędzy Dominikswall (Wał Dominikański, obecnie Wały Jagiellońskie) a Holzmarkt (Targiem Drzewnym). Dysponował 50 pokojami. Był to jedyny hotel w ówczesnym czasie w Gdańsku zrzeszony w międzynarodowej sieci hoteli. Zniszczony podczas II wojny światowej.

## Historia
Hotel został wybudowany na miejscu dotychczasowego hotelu o tej samej nazwie (1839–1900).
W okresie 30 stycznia – 8 lutego 1920 gościem był gen. sir Richard Haking, głównodowodzący alianckimi siłami okupacyjnymi, które zgodnie z postanowieniami traktatu wersalskiego, miały m.in. za zadanie zdemilitaryzować Gdańsk jako przyszłe Wolne Miasto pod opieką Ligi Narodów. Z hotelu przeniósł się do położonego naprzeciwko gmachu byłego Dowództwa XVIII Korpusu Armijnego, obecnego Nowego Ratusza. W okresie późniejszym pełnił w Gdańsku funkcję Wysokiego Komisarza Ligi Narodów (1921–1923).
W hotelu znajdowała się kawiarnia (Konzert-Cafe), w której w latach 1932–1934 spotykał się niemiecki agent w polskiej Marynarce Wojennej, ppor Wacław Śniechowski, z ppłk Oskarem Reile, szefem komórki niemieckiej Abwehry w Gdańsku.
Długoletnim właścicielem hotelu był Andreas J. Barsoe.
Pod tym adresem w okresie PRL miała swoją siedzibę Dyrekcja Okręgowa PKS w Gdańsku.

## Hotele o tej lub zbliżonej nazwie
W obecnych granicach Gdańska znajdowało się jeszcze kilka innych hoteli o tej lub zbliżonej nazwie:
- nieopodal przy Pfefferstadt 79 (ob. ul. Korzenna) – Hotel Deutscher Hof (Dwór Niemiecki ), później odnotowywanego jako Central-Hotel (Hotel Centralny) (1939).
- w Oliwie przy Adolf-Hitler-Str 505 (ob. ul. Grunwaldzka) – Hotel Deutscher Hof.
- w Brzeźnie przy Danziger Str 8 (ob. ul. Gdańska) – Hotel Deutsches Haus.